# مرغابی چتم
مرغابی چَتِم (نام علمی: Pachyanas chathamica) نام یک گونه منقرض‌شده از تیره مرغابیان است.

منطقه حضور مرغابی چَتِم